# Donald Brashear
Donald Brashear, född 7 januari 1972 i Bedford, Indiana, är en amerikansk ishockeyforward och Mixed martial arts-fighter som spelar för Jonquière Marquis i LNAH.
Brashear spelade i NHL för Montreal Canadiens, Vancouver Canucks, Philadelphia Flyers, Washington Capitals och New York Rangers. Han var framförallt känd för sitt fysiska spel, ett stort antal utvisningsminuter och för att ha deltagit i många slagsmål.
Brashear uppmärksammades år 2000 då hans Vancouver Canucks mötte Boston Bruins. Bruins Marty McSorley slog Brashear i huvudet bakifrån med sin klubba så att Brashear föll medvetslös till isen. Brashear fick en svår hjärnskakning av en kombination av själva slaget och av att han slog bakhuvudet i isen då han föll. Brashear var borta från spel i flera veckor. McSorley fick ett års avstängning av NHL och kom aldrig tillbaka som spelare i ligan. Överfallet var ett av ytterst få händelser på ishockeyplanen som lett till åtal i civil domstol. McSorley dömdes för misshandel till 18 månaders skyddstillsyn. 
Säsongen 2002–03 då Brashear spelade för Philadelphia Flyers tilldelades han Pelle Lindbergh Memorial. I november 2014 blev det officiellt att han skrivit kontrakt med Modo Hockey i SHL.

## Mixed martial arts
I april 2011 undertecknade Brashear ett tre matchers-kontrakt med mixed martial arts-promotorn Ringside MMA. Brashears första match ägde rum den 4 juni 2011 mot Mathieu Bergeron i Colisée Pepsi i Quebec City. I matchen rusade Brashear genast mot Bergeron och slog ned honom med en högerkrok. Efter att ha slagit ner honom fortsatte Brashear att slå vilket fick domaren att stoppa matchen efter bara 21 sekunder. Brashear tilldelades seger genom TKO.